# Софія Чеська

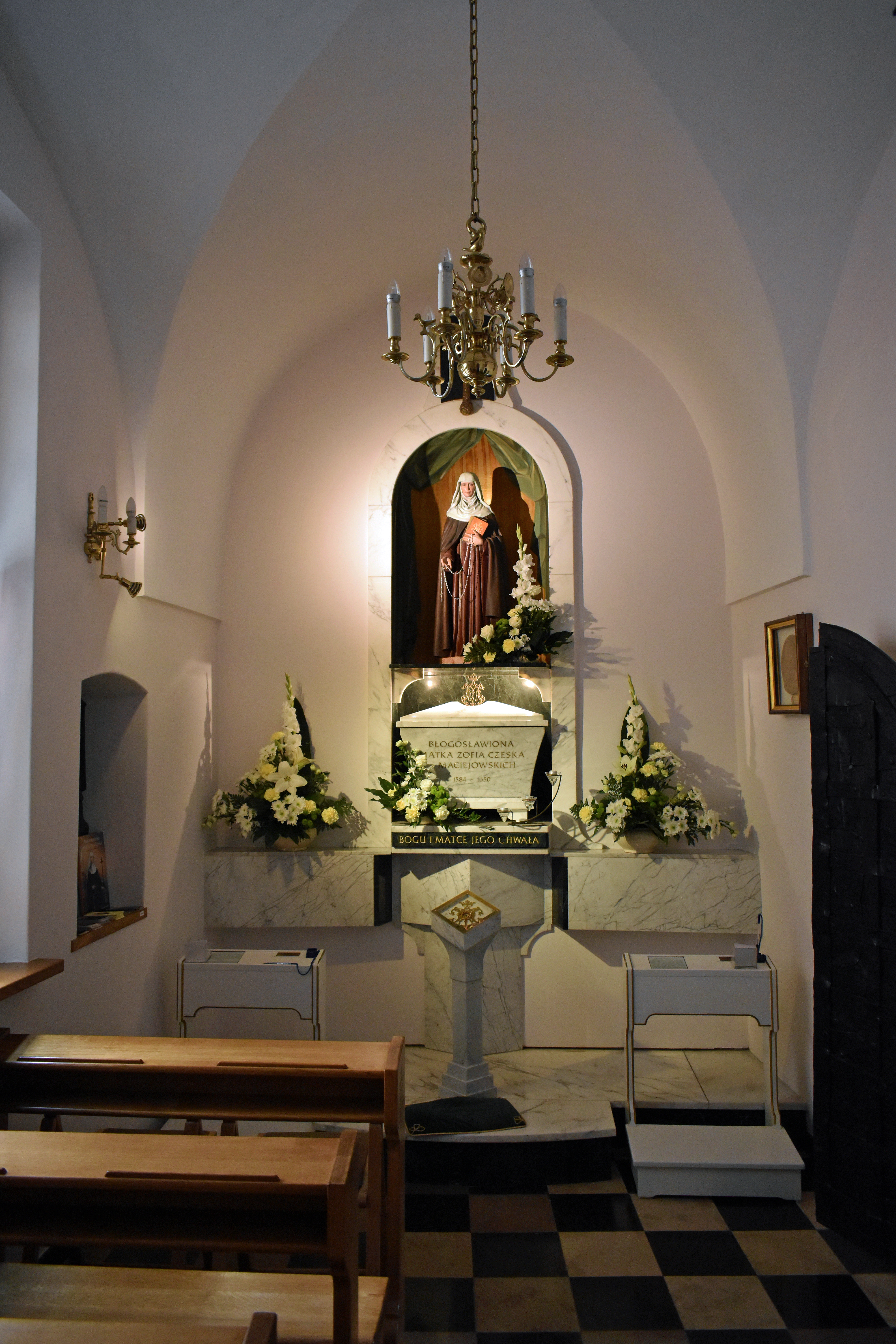
Каплиця бл. Софії Чеської зі своєю сповіддю (св. Івана Хрестителя і св. Івана Євангеліста в Кракові)

Софія Чеська (також Софія, уроджена Мацейовська ; нар. 1584 р. у Будзішовіце, померла 1 квітня 1650 р. у Кракові) — польська черниця, діяла в Кракові, засновниця Згромадження Сестер Введення Пресвятої Діви Марії, блаженна Католицької Церкви.

## Біографія
Народилася близько 1584 року. Батьки Матеуш і Катерина, уроджена Любовецька, мали 9 дітей. Вони належали до міщанської шляхти, що походила з околиць Кракова. Мати Софії походила з парафії Неґовіць біля Велічки, а батько з околиць Віслиці, з міста Будзішовіце. 16-річною дівчиною вона була одружена з Яном Чеським, спадкоємцем міста Чехії поблизу Сломників і Венґжинува в Кракові. У віці 18 років вона вступила до Архибратства Милосердя, заснованого єзуїтом о. Петро Скарґа, при церкві св. Барвари в Кракові. Після 6 років шлюбу вона залишилася бездітною вдовою.
Решту свого життя вона присвятила справі милосердя, особливо щодо дівчат-сиріт і дівчат з бідних сімей. З власних коштів вона організувала для них навчальний заклад у 1621—1627 роках на вул.Шпітальній,18 у Кракові під назвою «Дом Діви Офіції Пресвятої Богородиці», також відомий як «Дім сиріт». Це була перша організована жіноча школа в Польщі. До кінця життя вона присвятила себе виховному та викладацькому служінню, виконуючи обов’язки наглядача, вихователя та викладача в заснованому нею інституті. Вона домагалася його правового та матеріального забезпечення. 31 травня 1627 року краківський єпископ Марцін Шишковський видав декрет про затвердження Інституту, а 24 травня 1633 року нунцій Гонорат Вісконті затвердив його від імені Святого Престолу. Тоді вона намагалася надати Інституту характеру релігійної конгрегації, але не завершила роботу, бо 1 квітня 1650 р. померла у святості.
Похована в костелі Святої Марії в Кракові. Приблизно через 43 роки після її смерті даровані сестри отримали череп своєї Засновниці, який зараз знаходиться в бічній каплиці церкви св. Івана Хрестителя і св. Івана Євангеліста в Кракові. Згромадження Сестер Введення Пресвятої Діви Марії остаточно сформувалося після смерті Засновниці. Його закони були затверджені 13 січня 1660 р. краківським єпископом Анджеєм Тшебіцьким.

## Беатифікаційний процес
1 квітня 1995 р. о. Кардинал Францішек Махарський, митрополит Краківський, відкрив процес беатифікації матері Софії Чеської. Постулятором процесу був ст. Рената Гасіор. Дієцезіальний етап процесу завершився в листопаді 1997 року. 27 червня 2011 р. Папа Римський Бенедикт XVI підписав декрет про героїчні чесноти, а 20 грудня 2012 р. видав декрет про схвалення чуда за її заступництвом, яким було зцілення кількарічного хлопчика від важкого енцефаліту. Церемонія беатифікації відбулася 9 червня 2013 року в Санктуарії Божого Милосердя в Кракові-Лагєвниках. Беатифікацію від імені Папи Франциска здійснив кардинал Анджело Амато. Її літургійний спомин святкується 15 травня.